# The Panic Broadcast
The Panic Broadcast es el octavo álbum de la banda de melodic death metal Soilwork, el cual salió a la venta el 2 de julio (en Europa) y el 13 de julio (en Norteamérica) del año 2010. Este álbum marca el regreso del fundador y primer guitarrista de Soilwork Peter Wichers, quien también se desempeña como productor del álbum. También es el primer álbum con el nuevo guitarrista Sylvian Coudret. El mezclado de las pistas corre a cargo de Jens Bogren.
En una entrevistra con SuicideGirls.com, Wichers habló sobre la dirección musical de la banda en cuanto al estilo de este álbum y dijo: "Nosotros hablamos a cerca de que quizás tomemos un poco de diferentes estilos para darle así un enfoque diferente". También comentó: "Teniéndonos en la banda, tanto a mi como a Sylvain, Creo que probablemente vamos a intentar hacer cosas que podrían conllevar un poco más de técnica. Queremos mantener los estribillos pegadizos pero quizás al mismo tiempo incluir muchos más solos de guitarra a comparación de 'Sworn to a Great Divide' y también darle más espacio y tiempo a Dirk al momento de grabar las pistas de batería. Creo que este tipo de cosas eran las que le faltaban a 'Sworn to a Great Divide'. Las grabaciones serán muy buenas, y para que este sea un buen álbum, necesitamos tener mas rendimiento"
El vocalista Björn Strid confirmó el 18 de febrero de 2010 que las pistas de batería estaban terminadas y ya habían sido grabadas. También confirmó los nombres de seis canciones: "The Thrill", "Late for the Kill, Early for the Slaughter", "The Akuma Afterglow", "Let This River Flow", "Where Angels Fear to Tread" y "2 Lives Worth of Reckoning". La lista completa se dio a conocer el 8 de abril.
El 17 de mayo de 2010, la banda publicó la canción "Two Lives Worth of Reckoning" en su MySpace.
Se lanzaron cuatro ediciones diferentes del álbum. La primera es la versión estándar con 10 canciones, la edición limitada incluye 11 canciones y un DVD, la edición japionesa con 13 canciones y un DVD, y la versión de Nuclear Blast por correo incluye 12 canciones más un DVD.
Dependiendo de qué edición sea adquirida, puede que incluya un remix por Thomas "Drop" Betrisey de Sybreed. 
Actualmente, se lanzó el video de la canción "Deliverance is Mine", el cual es una secuela de la historia de su anterior video, "Light the Torch".

## Lista de canciones
| N.º | Título                                       | Duración |  |
| 1.  | «Late for the Kill, Early for the Slaughter» | 04:09    |  |
| 2.  | «2 Lives Worth of Reckoning»                 | 04:56    |  |
| 3.  | «The Thrill»                                 | 04:33    |  |
| 4.  | «Deliverance Is Mine»                        | 03:50    |  |
| 5.  | «Night Comes Clean»                          | 05:12    |  |
| 6.  | «King of the Threshold»                      | 04:57    |  |
| 7.  | «Let This River Flow»                        | 05:20    |  |
| 8.  | «Epitome»                                    | 04:44    |  |
| 9.  | «The Akuma Afterglow»                        | 04:29    |  |
| 10. | «Enter Dog of Pavlov»                        | 05:36    |  |

| Bonus Tracks |                                                                            |          |  |
| N.º          | Título                                                                     | Duración |  |
| 11.          | «Sweet Demise (Limited Edition)»                                           | 4:09     |  |
| 12.          | «Sadistic Lullaby (2010 Version)»                                          | 2:58     |  |
| 13.          | «Distance (Drop's Electrip Enhancement) (Nuclear Blast Mailorder Edition)» | 5:16     |  |
| 14.          | «The Crestfallen (Drop's Syber Revision) (Japanese Limited Edition)»       | 4:38     |  |

Nota: The Panic Broadcast tendrá hasta 13 pistas en un solo disco. La pista 12 (dependiendo de qué edición del álbum sea adquirida) puede que sea un remix por Thomas "Drop" Betrisey (guitarrista de Sybreed) o la nueva versión de Sadistic Lullaby.

## Créditos
Soilwork
- Björn "Speed" Strid – Voz
- Peter Wichers – Guitarra, Productor
- Ola Flink – Bajo
- Sven Karlsson – Teclado
- Dirk Verbeuren – Batería
- Sylvain Coudret – Guitarra
- Jens Bogren - Mezclas